# Shoot Her Down
Shoot Her Down to pierwszy singiel heavymetalowej grupy Grave Digger. Został wydany w 1984 roku przez Noise Records.

## Lista utworów
1. Shoot Her Down - 3:39
2. Storming the Brain - 5:05
3. We Wanna Rock You - 3:36

## Twórcy
- Chris Boltendahl - śpiew
- Peter Masson - gitara
- Willi Lackmann - gitara basowa
- Albert Eckardt - perkusja